# Schrägspuraufzeichnung
Als Schrägspuraufzeichnung, Schrägspurverfahren oder Helical Scan wird ein von Eduard Schüller erfundenes Verfahren zur Aufzeichnung von Signalen bei einem Videorekorder oder Bandlaufwerk bezeichnet. Im Gegensatz zur linearen Aufzeichnung wird die Spur schräg zum Band aufgezeichnet.

## Aufbau

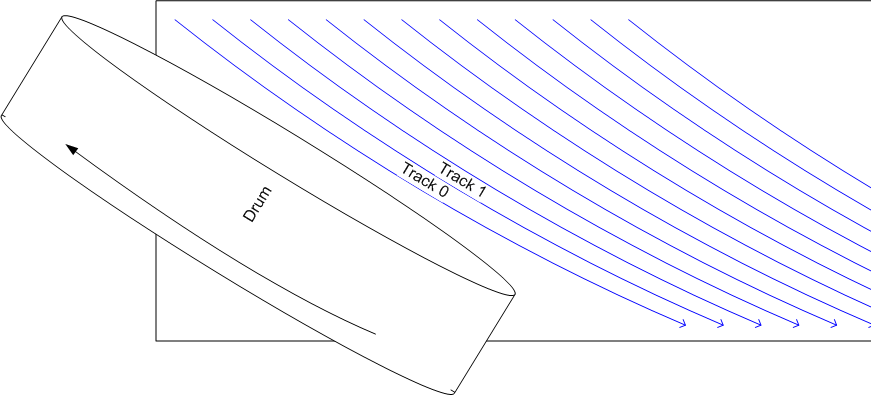
Prinzip der Schrägspuraufzeichnung

Das Magnetband läuft umschlingend an der Kopftrommel vorbei, diese ist schräg zum Band angeordnet und dreht sich in dieselbe Richtung wie das Band läuft. Ziel ist eine höhere Relativgeschwindigkeit zwischen den Magnetköpfen und dem Band: dadurch können höhere Frequenzen aufgezeichnet werden. Allerdings erhöht sich dabei auch die mechanische Beanspruchung des Bandes, und die Spuren sind wesentlich schmaler als die Breite des Bandes. Die genauen Nenndaten von Spurbreite, Spurwinkel und Spurabstand (Rasen) sind im zugrundeliegenden Standard definiert. So arbeitet z. B. VHS ohne Rasen, also mit überlappenden Spuren; Übersprechen zwischen benachbarten Spuren wird durch unterschiedliche Azimutwinkel der ursprünglich zwei Videoköpfe verhindert, die einander abwechselnd benachbarte Spuren bearbeiten (englisch Slant azimuth recording).
Die Kopftrommel ist das wichtigste und zugleich aufwendigste Teil der Schrägspuraufzeichnung. Sie besteht aus Magnetköpfen, einem Synchronmotor und einem Rotationstransformator zur Datenübertragung. Beim Videorecorder umschlingt das Band die Kopftrommel etwas mehr als 180°, sodass zwei Köpfe ein kontinuierliches Signal liefern können. Der Bandantrieb sowie die Geschwindigkeit und Winkelstellung der Trommel müssen durch die Steuerung des Gerätes aneinander angepasst werden, um die Spur zu treffen (tracking) und eine lückenlose Wiedergabe in der richtigen Geschwindigkeit zu ermöglichen.

## Anwendungen

### Beispiel VHS
- Bandgeschwindigkeit vB = 0,0234 m/s = 2,34 cm/s

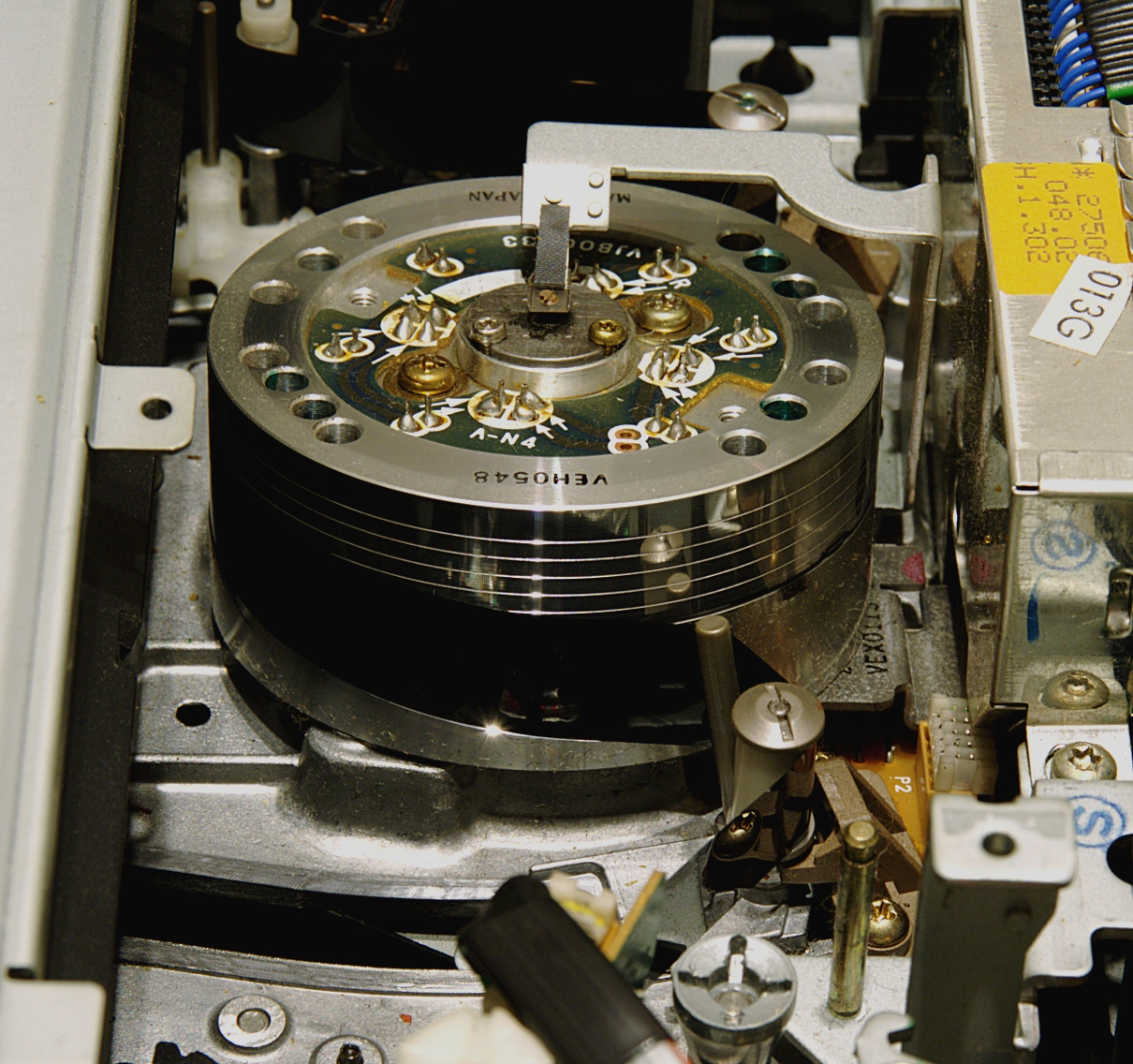
Kopftrommel eines Videorekorders mit eingelegtem Band. Die Kopftrommel ist schräg zum Band montiert.

- Umfangsgeschwindigkeit der Videoköpfe:

{\displaystyle v_{k}=\pi \cdot d_{k}\cdot n_{k}=4{,}87\mathrm {\ m/s} }
mit
- Durchmesser dk der Kopftrommel (bei VHS 62 mm)
- Drehzahl nk des Videokopfrades (bei 25 Vollbildern pro Sekunde (PAL-Norm): 1500 Umdrehungen pro Minute).

- Abtastgeschwindigkeit des Bandes (d. h. Relativgeschwindigkeit zwischen Band und Magnetkopf):

{\displaystyle v_{a}\approx v_{k}-v_{B}\approx 4{,}85\mathrm {\ m/s} }
Würde man statt des Schrägspurverfahrens die Längsspuraufzeichnung einsetzen (Abtastgeschwindigkeit = Bandgeschwindigkeit), so würde man bei der Aufzeichnung hoher Frequenzen (bei VHS bis zu 3 MHz) nicht 0,0234 m Band pro Sekunde verbrauchen, sondern 4,85 m (also um einen Faktor > 200 mehr). Daher ermöglichte die Schrägspuraufzeichnung Videorekorder mit kompakten Magnetbandkassetten.
Auch die HiFi-Tonspur, die bei verschiedenen Videosystemen zur Verbesserung der Qualität des konventionell längs aufgezeichneten Tonsignals nachträglich eingeführt wurde, wird zusammen mit der Bildinformation nach einer Frequenzmodulation schräg aufgezeichnet.

### Datensicherung

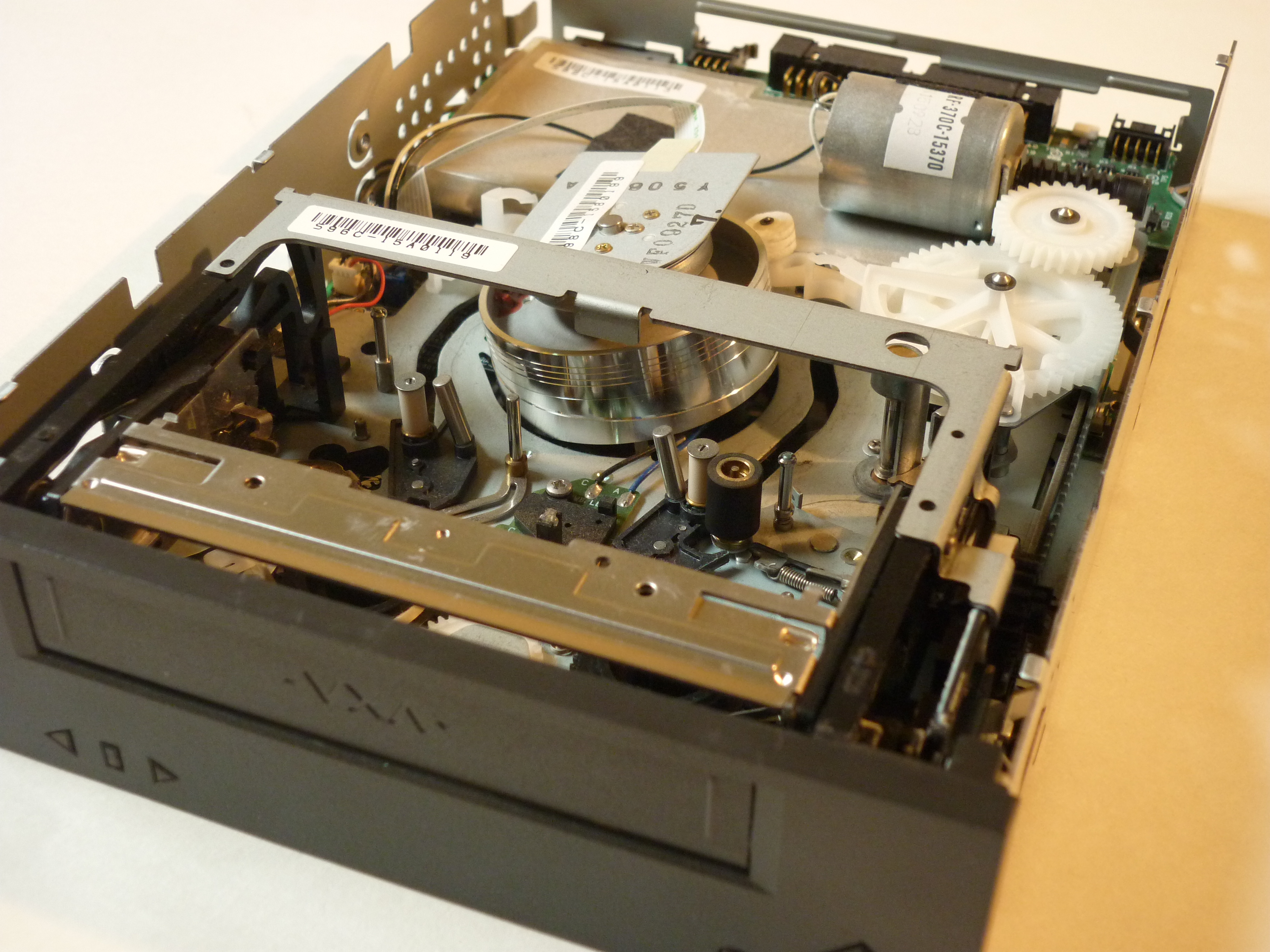
Schrägspuraufzeichnung eine VXA-Laufwerkes zur Datensicherung

Nach dem gleichen Prinzip können digitale Daten in hoher Dichte aufgezeichnet werden. Während klassische Bandlaufwerke wie z. B. Digital Linear Tape die Daten auf parallelen Längsspuren aufzeichnen, greifen Geräte mit Schrägspuraufzeichnung teils auf Formate von Geräten aus dem Endverbraucherbereich zurück (Digital Data Storage (DDS): Digital Audio Tape (DAT), Exabyte Corporation (Exabyte): Video-8).